# Tomas Behrend
Tomas Udo Behrend (Porto Alegre, 12 december 1974) is een voormalige Duitse tennisser die geboren is in Brazilië.

## Biografie

### Jeugd
Tomas Behrend werd geboren in Brazilië, maar op 17-jarige leeftijd verhuisde hij naar Duitsland. Zijn vader, een volleybalspeler, had daar een drukkerij. Al van jongs af bleek hij zeer sportief. Op zijn 5de begon hij met tennis en hij speelde ook handbal, voetbal, volleybal en ging regelmatig zwemmen. Samen met zijn drie broers was hij supporter van Grêmio, een Braziliaanse voetbalclub. In 1991 vroeg hij een Duits paspoort. Hij kreeg het omwille van zijn Duitse vader.

### Carrière
Behrend won zijn eerste challenger-titel in 2003. Hij speelde vooral op dat niveau want in de ATP-toernooien kon hij nooit echt doorbreken. Hij kon wel tweemaal Carlos Moyà verslaan en in 2005 versloeg hij Juan Carlos Ferrero. In 2003 werd hij opgeroepen om voor Brazilië in de Davis Cup te spelen maar Duitsland eiste hem op. Hij koos ook voor Duitsland omdat hij daar de kans kreeg proftennisser te worden en in Brazilië niet. Hij was boos op de Braziliaanse politiek en een van zijn uitspraken was: 'Ik ben een Braziliaan met een Duits paspoort'.

## Titels
| Legenda                |
| Grand Slam (0)         |
| ATP Masters Series (0) |
| ATP Tour (0)           |
| Challengers (7)        |

| Nr. | Datum | Toernooi     | Onderhoud | Tegenstander in de finale | Score          |
| --- | ----- | ------------ | --------- | ------------------------- | -------------- |
| 1.  | 1998  | MNE Budva    | Gravel    | SWE Fredrik Jonsson       | 3-6 6-3 6-2    |
| 2.  | 2002  | BUL Sofia    | Gravel    | AUT Werner Eschauer       | 6-0 6-3        |
| 3.  | 2003  | ITA San Remo | Gravel    | AUT Werner Eschauer       | 6-4 6-2        |
| 4.  | 2003  | GER Weiden   | Gravel    | GER Björn Phau            | 2-6 6-4 6-1    |
| 5.  | 2004  | IRL Kish     | Gravel    | FRA Mathieu Montcourt     | 7-6(3) 6-1     |
| 6.  | 2005  | CHI Santiago | Gravel    | CHI Adrian Garcia         | 7-6(3) 4-6 6-2 |
| 7.  | 2005  | ITA Olbia    | Gravel    | ITA Alessio di Mauro      | 6-4 7-6(3)     |

## Prestatietabel
| Legenda | Legenda                          |
| ------- | -------------------------------- |
| g.t.    | geen toernooi gehouden           |
| l.c.    | lagere categorie                 |
| –       | niet deelgenomen                 |
| G       | uitgeschakeld in de groepsfase   |
| 1R      | uitgeschakeld in de eerste ronde |
| 2R      | uitgeschakeld in de tweede ronde |
| 3R      | uitgeschakeld in de derde ronde  |
| 4R      | uitgeschakeld in de vierde ronde |
| KF      | uitgeschakeld in de kwartfinale  |
| HF      | uitgeschakeld in de halve finale |
| F       | de finale verloren               |
| W       | het toernooi gewonnen            |
| w-v     | winst/verlies-balans             |

### Prestatietabel grand slam, enkelspel
| Toernooi        | 2000 | 2001 | 2002 | 2003 | 2004 | 2005 | 2006 |
| --------------- | ---- | ---- | ---- | ---- | ---- | ---- | ---- |
| Australian Open | 2R   | 1R   | 1R   | –    | 1R   | –    | 1R   |
| Roland Garros   | 1R   | 1R   | 1R   | 1R   | –    | 2R   | –    |
| Wimbledon       | –    | –    | –    | 1R   | –    | 1R   | –    |
| US Open         | –    | –    | –    | 1R   | –    | 1R   | –    |

### Prestatietabel grand slam, dubbelspel
| Toernooi        | 2003 | 2004 | 2005 | 2006 | 2007 | 2008 |
| --------------- | ---- | ---- | ---- | ---- | ---- | ---- |
| Australian Open | –    | –    | –    | 1R   | 1R   | –    |
| Roland Garros   | –    | –    | –    | –    | 1R   | 1R   |
| Wimbledon       | –    | –    | –    | –    | 2R   | –    |
| US Open         | 1R   | –    | –    | –    | 1R   | –    |